# Budyně (Strakonicei járás)
Budyně falu és önkormányzat (obec) Csehország Dél-csehországi kerületének Strakonicei járásában. Területe 2,14 km², lakosainak száma 43 (2008. 12. 31). A falu Strakonicétől mintegy 18 km-re délkeletre, České Budějovicétől 36 km-re északnyugatra, és Prágától 108 km-re délre  fekszik.

## Népesség
A település népessége az elmúlt években az alábbi módon változott:
| Lakosok száma | 138  | 158  | 150  | 72   | 43   | 47   | 39   | 44   | 49   | 53   |
|               | 1869 | 1900 | 1921 | 1961 | 1980 | 2011 | 2016 | 2019 | 2021 | 2024 |